# Precisieweegschaal

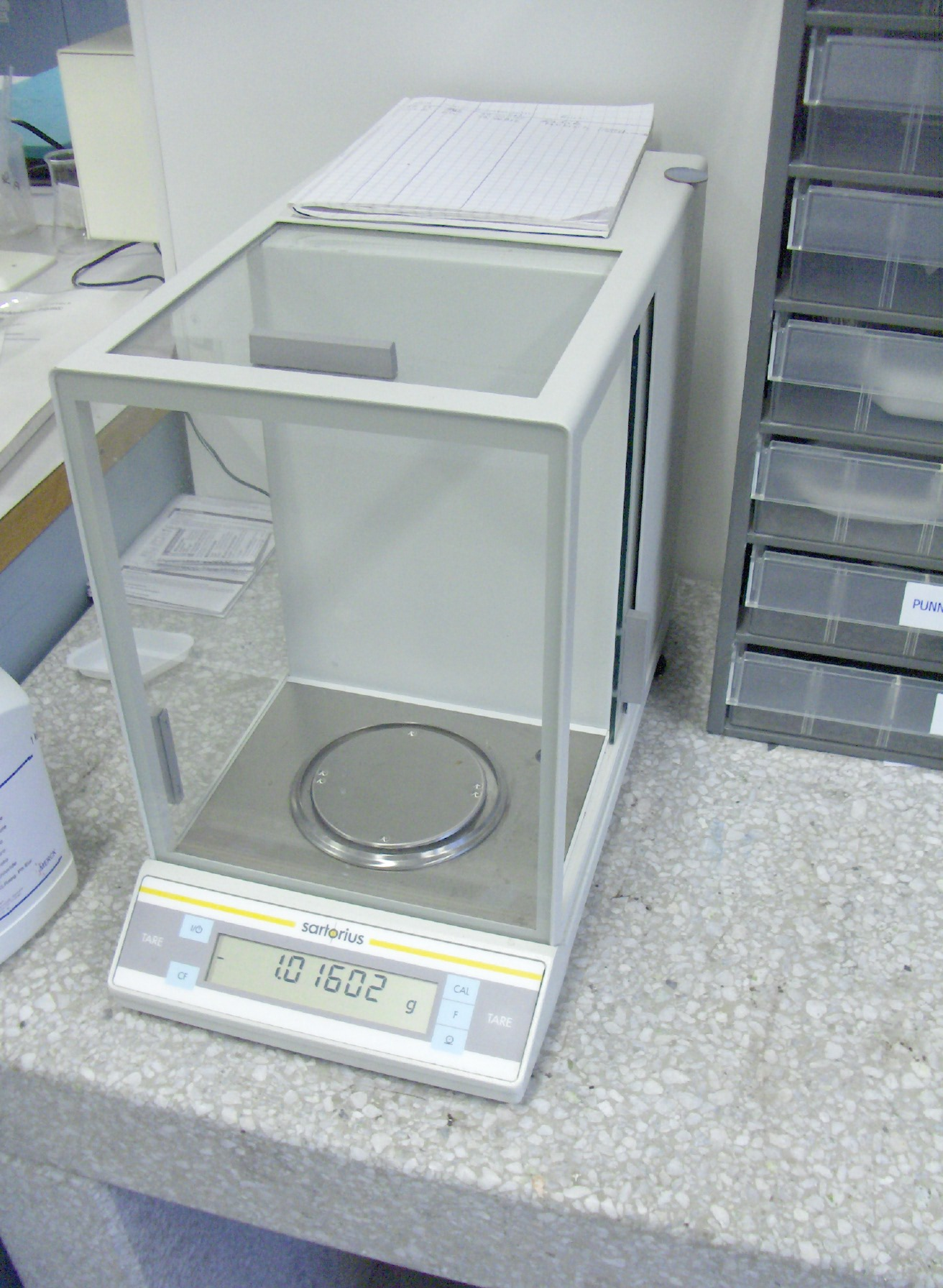
Analytische balans

Een precisieweegschaal, ook wel microbalans of analytische balans genoemd, is een weeginstrument dat onder andere in analytisch-chemische laboratoria wordt gebruikt voor het nauwkeurig afwegen van stoffen.
De nauwkeurigheid van een dergelijke weegschaal is, afhankelijk van de uitvoering, 1 mg tot 0,001 mg (1 µg).
Door de nauwkeurigheid is een precisieweegschaal zeer gevoelig voor omgevingsfactoren zoals tocht, temperatuur en trillingen. Het is daarom van belang dat hij op een plaats staat waar deze factoren zo min mogelijk invloed kunnen uitoefenen op de metingen. Om deze reden wordt hij in een behuizing geplaatst, en wordt het geheel op een trillingsvrije ondergrond (bijvoorbeeld een zwaar stuk steen) geplaatst.